# Bulbophyllum tremulum
Bulbophyllum tremulum är en orkidéart som beskrevs av Robert Wight. Bulbophyllum tremulum ingår i släktet Bulbophyllum och familjen orkidéer. Inga underarter finns listade i Catalogue of Life.